# Motoc (okręg Bacău)
Motoc – wieś w Rumunii, w okręgu Bacău, w gminie Pâncești. W 2011 roku liczyła 162 mieszkańców.